# Las bodas de Caná (Veronese)
Las bodas de Caná es una de las pinturas más famosas del pintor italiano Paolo Veronese, conocido como Veronés. Fue pintada al óleo sobre lienzo entre 1562 y 1563. Se trata de una obra colosal ya que mide 6,69 x 9,90m. Originalmente estuvo en el refectorio del Monasterio de San Giorgio Maggiore, en Venecia. Napoleón decidió trasladar la pintura a Francia, donde se encuentra en la actualidad, en el Museo del Louvre donde puede apreciarse enfrente de La Mona Lisa de Leonardo da Vinci.

## Historia
Este cuadro fue encargado el 6 de junio de 1562 para decorar la cabecera del refectorio del convento benedictino de San Giorgio, estancia proyectada por Palladio en Venecia. Según el contrato, Veronés, que entonces tenía 34 años, recibiría 324 ducados, más la manutención y un barril de vino. En el mismo contrato los monjes precisaban que el cuadro deba ser "tan ancho y tan alto como el muro" del nuevo refectorio. 
Veronés pintó la obra a lo largo de quince meses, durante los cuales probablemente fue ayudado por su hermano, Benedetto Caliari. La entregó al monasterio en septiembre de 1563 y allí se conservó durante 235 años. Colgaba a unos dos metros y medio del suelo, lo que teniendo en cuenta sus dimensiones, permite suponer la amplitud del edificio. 
El cuadro fue sustraído por Napoleón durante la Campaña de Italia, en 1797, y enviado a París, encontrándose en el primer piso del Museo del Louvre desde 1798. Cuando Antonio Canova, el célebre escultor, negoció recuperar todas las obras de arte italiano confiscadas por Napoléon, dejó Las Bodas en Francia, convencido por Vivant Denon de la gran fragilidad de este lienzo. A cambio, ofrecieron a Italia una obra de Charles Le Brun.
Durante la Segunda Guerra Mundial, el cuadro fue llevado al sur de Francia para protegerlo, lo que evidencia que no era imposible desplazarlo. Después de la guerra, regresó a París, aunque quedó dañado por el transporte. De 1990 a 1992 se produjo una restauración que tuvo bastante eco en los medios de comunicación: parte del lienzo se hundía, lo que retrasó los trabajos; igualmente se descubrió que el abrigo de uno de los personajes no era el inicial y, finalmente, hubo un movimiento de opinión a favor de devolverlo al monasterio veneciano de donde procede, petición sustentada, entre otros, por el abogado Arno Klarsfeld y la modelo Carla Bruni.

## Análisis del cuadro
El lienzo tiene un tamaño impresionante, de 677 x 990 cm. Con tales dimensiones, es el más imponente de los cuadros de las colecciones nacionales francesas, y en todo caso, las del Louvre.
La pintura representa las Bodas de Caná, recogido en el Evangelio de Juan, una historia sobre un milagro tomada del Nuevo Testamento cristiano. En la historia, la Virgen María, Jesús de Nazaret y algunos de sus discípulos están invitados a una celebración nupcial en Caná, Galilea. Hacia el final de la fiesta, cuando se quedan sin vino, Jesús ordenó a los siervos que llenaran tinajas con agua, que él convirtió en vino, siendo este su primer milagro.
Como es usual en Veronés, representa un episodio evangélico —ocurrido en la antigua ciudad de Caná— al estilo de las grandes fiestas venecianas de la época, en un marco arquitectónico renacentista, con columnas dóricas y corintias alrededor de un patio abierto. Pero también causó cierto escándalo, al insistir más en la fiesta que en los elementos religiosos. Se decía en la época que los venecianos creían «muchísimo en san Marcos, bastante en Dios y poco o nada en el Papa». Resultaba un cuadro muy moderno, pues algunos elementos de arquitectura reflejaban edificios creados por Palladio ese mismo año; y también cosmopolita, al mezclarse personas y trajes orientales y occidentales.
El cuadro tiene dos partes diferenciadas: la inferior, en la que se amontonan hasta 130 figuras, y la superior, dominada por la arquitectura en la que personajes populares se representan en arriesgados escorzos, y con unos elementos arquitectónicos captados en perspectiva. 
En el centro del cuadro (algo muy frecuente en pinturas italianas de esta época) está Jesucristo, sentado, con un halo alrededor de la cabeza; a su derecha, la Virgen María con un halo más débil; y junto a ambos, alguno de los apóstoles. En este sentido, el simbolismo religioso se impone sobre la lógica del protocolo del banquete. Así, mientras estos invitados ocupan el centro de la mesa, los recién casados aparecen sentados en el extremo izquierdo (desde el punto de vista del espectador).
En el centro del patio se sientan un grupo de músicos tocando instrumentos renacentistas: laúd y los primeros instrumentos de cuerda. El artista se autorretrató aquí, vestido con una túnica blanca y sosteniendo una viola da gamba. El pintor veneciano Tiziano se sienta enfrente, vestido de rojo, tocando un violone; Tintoretto se encuentra al violín y Jacopo Bassano al cornetto. Un estudio más reciente vincula la identidad del intérprete sentado tras Veronés a la viola da gamba con Diego Ortiz, maestro de cappella de la corte napolinatana. 
Señala L. Monreal que en el lienzo aparecen representados distintos personajes de la época: Alfonso de Ávalos, marqués del Vasto, que gobernaba el Milanesado; Leonor de Austria, Francisco I de Francia, María de Inglaterra, Solimán el Magnífico, que sería el personaje de la izquierda con turbante alto; Vittoria Colonna, y Carlos V de perfil, dirigiéndose a un sirviente. 
Sobre Jesús, sobre una pasarela elevada, varios hombres cortan la carne de un animal no identificado. A su derecha, traen otro animal para sacrificarlo. Los críticos de arte generalmente consideran que este animal es un cordero, considerando que Jesús es el Agnus Dei o ‘Cordero de Dios’. El cordero sacrificado es por lo tanto un símbolo de su futuro sacrificio. Cristo se halla justo bajo la hoja. Hacia la parte inferior izquierda de la pintura, hay un hombre sirviéndose vino de un jarro enorme y ornamentado. A su lado, un hombre permanece de pie, estudiando una copa de vino; es Benedetto, hermano de Veronés. Debe destacarse que, aunque muchos de los personajes en la pintura, sostienen vasos de vino, nadie parece estar ebrio, sino que disfrutan sanamente de la fiesta. Este eje vertical es también sumamente simbólico, porque detrás de Cristo está el cordero sacrificado, debajo de él, los músicos y justo en frente de los músicos hay un reloj de arena, que en arte es llamado una “vanidad”. Muestra los placeres terrenales como la música, pero al tiempo recuerda la muerte (el reloj de arena, el sacrificio).
No se aprecia que ninguna de las figuras del cuadro estén claramente hablando. Esto es así porque fue encargado por un monasterio benedictino, y el silencio en el refectorio se observaba estrictamente. El centro de la pintura está dominado por un cielo azul, abierto, en el que se ve una airosa torre, importante elemento que abría la habitación donde la pintura colgó originariamente.